# Seminarino
La casa detta del seminarino si trova nella parte alta della città di Bergamo, in una piccola trasversale di via Tassis 12, ed è stata per più secoli istituto scolastico diocesano.

## Storia
Il palazzo è posto nella parte estrema di una stretta trasversale di via Tassis, a cui dà il nome: vicolo del seminarino. 
Il primo seminario fu fondato dal vescovo Federico Corner, tornato dal concilio tridentino, il 1º ottobre 1567, nei locali della chiesa di San Pancrazio per poi essere spostato nella piccola trasversale di via Tassis nel 1572 dove rimase aperto per 250 anni. Il diciottesimo capitolo degli atti del concilio avente l'incipit significativo “Cum adulescientium aetas” ordinò ad ogni vescovo di fondare scuole preparatorie per i nuovi prelati. Il palazzo fu chiamato seminarino solo nel XIX secolo.
Il nuovo seminario fu eretto velocemente, iniziato nel 1567 per volontà di Federico Corner, lavori che proseguirono nel 1574, come indicato nella bolla pontificia del papa Gregorio XIII per volontà del beneficiario della piccola chiesa di San Matteo della vicinia omonima e canonico della cattedrale di Sant'Alessandro Paolo Ossa, perché potesse essere pronto ad accogliere la visita diocesana di san Carlo Borromeo arcivescovo di Milano dell'8 settembre 1575, che era stato tra i personaggi più importanti del concilio e promotore delle sue regole. Il seminario fu definitivamente spostato nel 1821 su colle san Giovanni. Il palazzo fu ampliato si presume dal vescovo Luigi Grimani, che fu vescovo della diocesi dal 1633 al 1656, il cui nome è indicato nella epigrafe posta sul portale che conduce al cortile interno con la data del 1643, che indica una prima ricostruzione di quel palazzo che era stato edificato in modo molto frettoloso e provvisorio plane rude opus absolventi. In quegli anni fu realizzato il chiostro con la loggia e le aperture del sottotetto che ospitavano i dormitori.
Il palazzo fu ampliato nel 1657 per volere del vescovo Gregorio Barbarigo con la posa dell'imponente portale in pietra nel giugno del 1682.Con la creazione del nuovo seminario, i locali hanno avuto destinazioni d'uso differenti fino alla seconda metà del Novecento quando è diventato sede di catechesi e oratorio per i più giovani.

## Descrizione
Il fabbricato del seminarino è di grandi dimensioni e dall'armoniosa imponenza, con l'ampio colonnato posto al piano terreno con colonne di ordine tuscanico che reggono la loggia superiore in classico stile cinquecentesco della città orobica. Il portale in pietra fu posto nel 1682 e riporta sull'architrave la scritta Daniele Epo Iustiniano rem Seminariensem amplificanti -1682. Questo ha molte assonanze con quello in via Pignolo, 84 di palazzo Monzini.
Il portale si presenta in bugnato con forti risalti nei chiariscuri molto plastici e marcati tipici dell'arte barocca che doveva dare solennità all'opera, ed è questa una caratteristica del Seicento.
L'interno non presenta i tipici grandi scaloni dei palazzi dell'epoca ma solo due scale molto semplici come sono semplici i locali che erano adibiti a aule e dormitori, il primo piano presenta copertura a travi a vista. Un solo grande locale è presente nella parte verso il chiostro a piano terra con volta a botte ed era destinato a uso congressi e riunioni. A fianco del palazzo c'è la chiesa di San Matteo che era destinato a uso del seminario ma che era già documentata nel 1100.